# Brauerei Mittenwald
Die Brauerei Mittenwald ist eine Privatbrauerei im oberbayerischen Mittenwald mit einem Jahresausstoß von 17.000 Hektolitern Bier und 5.000 hl alkoholfreien Getränken.

## Geschichte

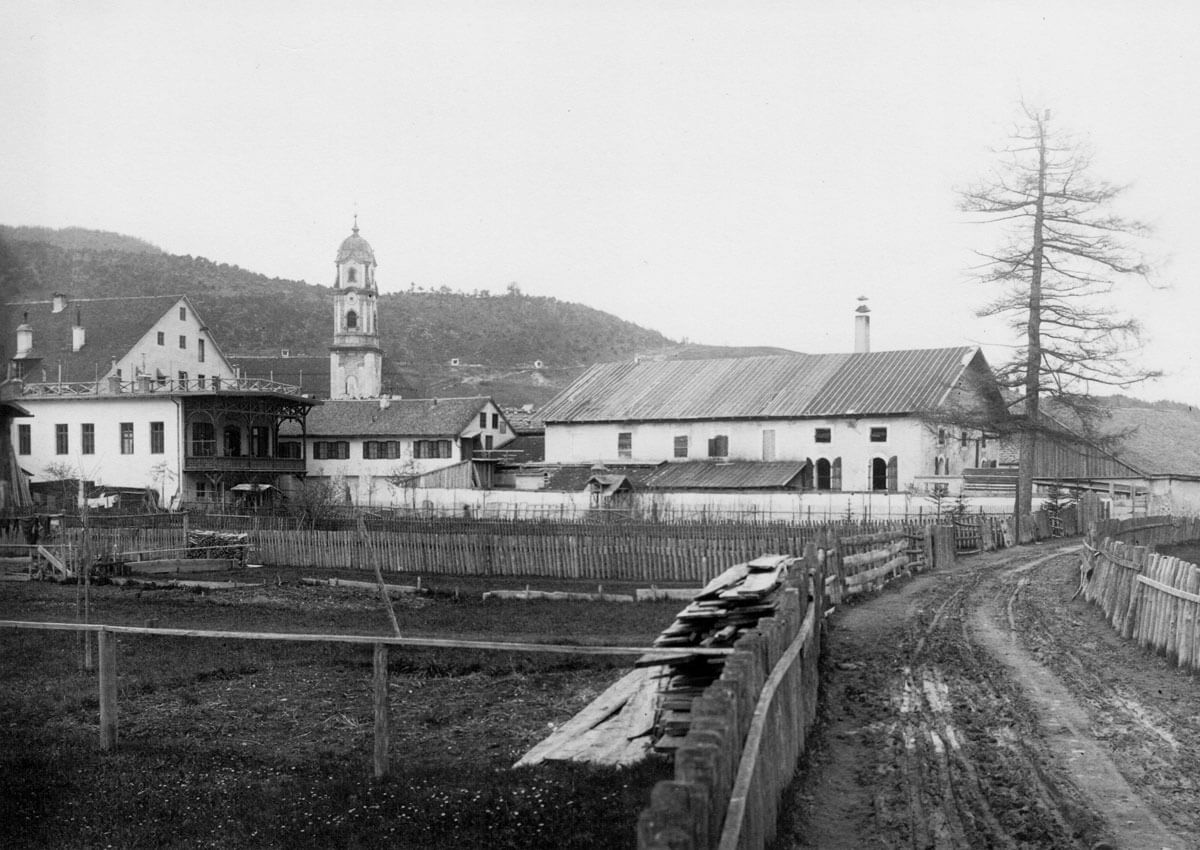
Erstes Brauhaus, um 1890

Am 2. August 1808 erhielten der Handelsmann Johann Jochner sowie der Königlich Bayerische Posthalter und Wirt Thomas Knilling die Konzession zur Bierherstellung. Um 1820 wurde erste Brauhaus fertiggestellt, genannt „Brauerei zur Post“. Es befand sich am heutigen Rückgebäude des „Hotel Post“. Im Jahr 1835 errichtete man einen Bierkeller an den Kofelhängen (Lage) und 1840 einen am Fuße des Burgbergs (Lage).
Am 9. Januar 1864 verstarb die damalige Besitzerin Rosa Reindl und die Brauerei erbte ihr Neffe Johann Baptist Neuner, in dessen Familie sie seitdem ist.

Neues Brauhaus, 1902

Am 30. September 1891 wurde ein Großteil des Brauhauses durch einen Brand zerstört. Die Produktion wurde anschließend vorübergehend in den Burgberg-Keller verlegt. Im Folgejahr begann der Bau eines neuen Lagerkellers („Post-Keller“), damals noch außerhalb des Ortes gelegen. 1898 folgte der Bau des neuen Brauhauses inklusive Eiskeller direkt hinter dem „Post-Keller“. Noch vor der Einweihung des Neubaus am 8. April 1903 starb Johann Baptist Neuner und sein Sohn Johann Neuner übernahm den Betrieb.
Das Brauwasser kam ab 1830 über eine Holzrohrleitung von der brauereieigenen Quelle („Stell“) am Lautersee, die Leitung wurde 1898 durch eine Gussrohrleitung ergänzt. Durch das Wasser wurde auch eine Turbine zur Stromerzeugung angetrieben, bis zwischen 1946 und 1950 die Umstellung auf Dreiphasenwechselstrom von außerhalb folgte. Bis 1921 wurde Wärme lediglich durch Holzfeuer produziert, ab dann zusätzlich mit Pechkohle. Im Jahr 1965 erfolgte der Umstieg auf Leichtöl, 1992 dann auf Erdgas. Zur Kühlung genügte bis 1935 das geernte Eis vom Lautersee, dann wurde ein Linde Ammoniak-Kompressor mit Dieselmotor angeschafft, der 1964 durch zwei Strom-Kompressoren ersetzt wurde.

Eisernte am zur Brauerei gehörenden Lautersee um 1912

Bis 1963 bestand eine eigene Mälzerei. Die 1964 eingebaute Abfüllanlage wurde 2005 durch eine neue vollautomatische ersetzt.
Im Jahr 2013 begannen der Umbau des Postkellers sowie der Neubau des Sudhauses. Ende 2014 wurde der Postkeller wiedereröffnet, das neue Sudhaus wurde am 26. Januar 2016 eingeweiht. Zuvor, im April 2015, starb der damalige Geschäftsführer Mathias Neuner. Seine Frau Marion übernahm die Leitung der Brauerei, Mitgesellschafter wurden ihre Kinder Katharina und Christoph.

## Produkte

### Bier

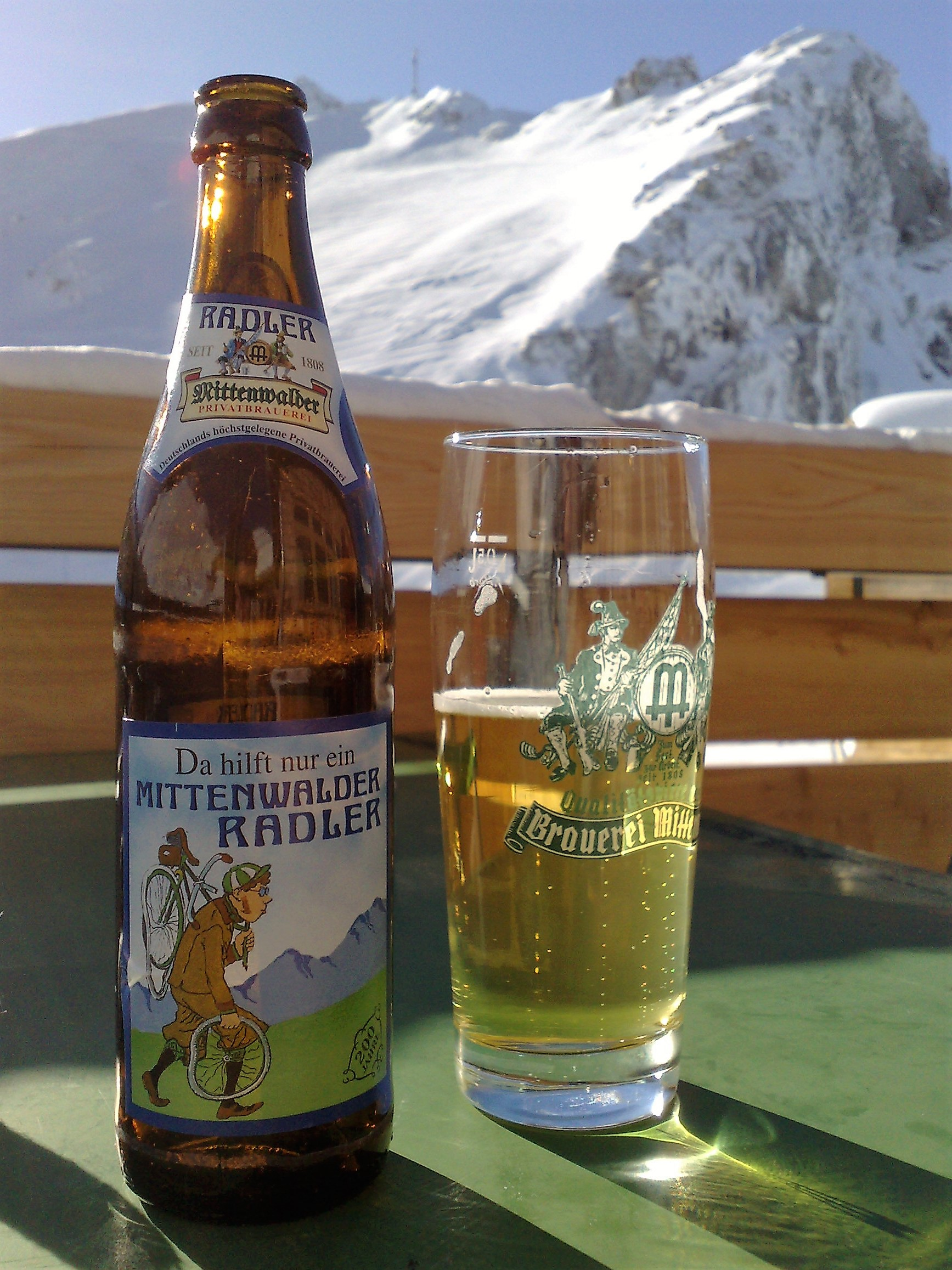
Mittenwalder Radler (Etikett bis 2018)

Die Brauerei produziert folgende Abfüllungen ganzjährig:
- Hell
- Export
- Pils
- Dunkel
- Radler
- Vollbier Hell
- Berg-Pils

Die nachfolgenden Abfüllungen werden saisonal hergestellt:
- Märzen (Mai–Oktober)
- Heller Bock (April–September)
- Dunkler Bock (Februar–Mai)
- Weihnachtsbock (dunkel; November–Januar)

Alle Biere sind untergärig. Hinzu kommt eine jährlich wechselnde Bierspezialität.

### Alkoholfrei
Seit 1929 produziert die Brauerei Mittenwald mit Limonaden auch alkoholfreie Getränke. 2007 begann die Abfüllung von Tafelwasser.
- Hopfala (Hopfenlimonade)
- Zitronen-Limonade
- Orangen-Limonade
- Cola Mix
- Ursprung (Tafelwasser)

## Sonstiges
Die Brauerei ist Mitglied im Brauring, einer Kooperationsgesellschaft privater Brauereien aus Deutschland, Österreich und der Schweiz.